# Géologie et histoire éruptive du Vésuve
Pour un article plus général, voir Vésuve.
Le Vésuve est un volcan composite qui a connu plusieurs cycles d'éruptions, depuis −400 000 à −300 000 ans. Sa dernière éruption date de 1944. L'édifice actuel, le complexe Somma-Vésuve, est composé des restes d'un stratovolcan, le mont Somma, datant de 20 000 ans, dans la caldeira duquel se bâtit un nouveau stratovolcan, le Vésuve au sens strict, datant du IIIe siècle.

## Origine et contexte géodynamique

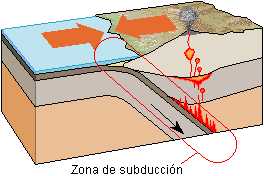
Schéma simplifié d'une zone de subduction

Le Vésuve a été formé en raison de la convergence et la subduction des plaques tectoniques africaine et eurasienne, la première, plus lourde, plongeant profondément sous la seconde. Les matériaux du manteau terrestre fondent, formant le magma. Celui-ci, moins dense que les roches solides environnantes, remonte. Il se crée un passage à travers les couches les plus fragiles de la surface terrestre et finit par former le volcan.
Le Vésuve aurait connu ses premières éruptions entre -400 000 ans et -300 000 ans, comme en témoignent des roches mises en évidence par forage. La base du volcan, le mont Somma primitif, est vieille de 20 000 ans environ.
Le cône volcanique fait partie d'un ensemble d'édifices formant l'arc campanien. Parmi eux, les champs Phlégréens sont une large caldeira à quelques kilomètres au nord-ouest, le mont Époméo se situe 20 kilomètres à l'ouest, sur l'île d'Ischia et plusieurs volcans sous-marins se trouvent au sud. L'arc forme l'extrémité méridionale d'une plus large chaîne volcanique résultant du processus de subduction qui s'étale au nord-ouest le long de la côte tyrrhénienne jusqu'au mont Amiata au sud de la Toscane. Le Vésuve est cependant le seul à être entré en éruption au cours de l'histoire récente, bien que certains autres ont eu une activité durant les quelques dernières centaines d'années. La plupart sont complètement éteints.

## Structure du volcan

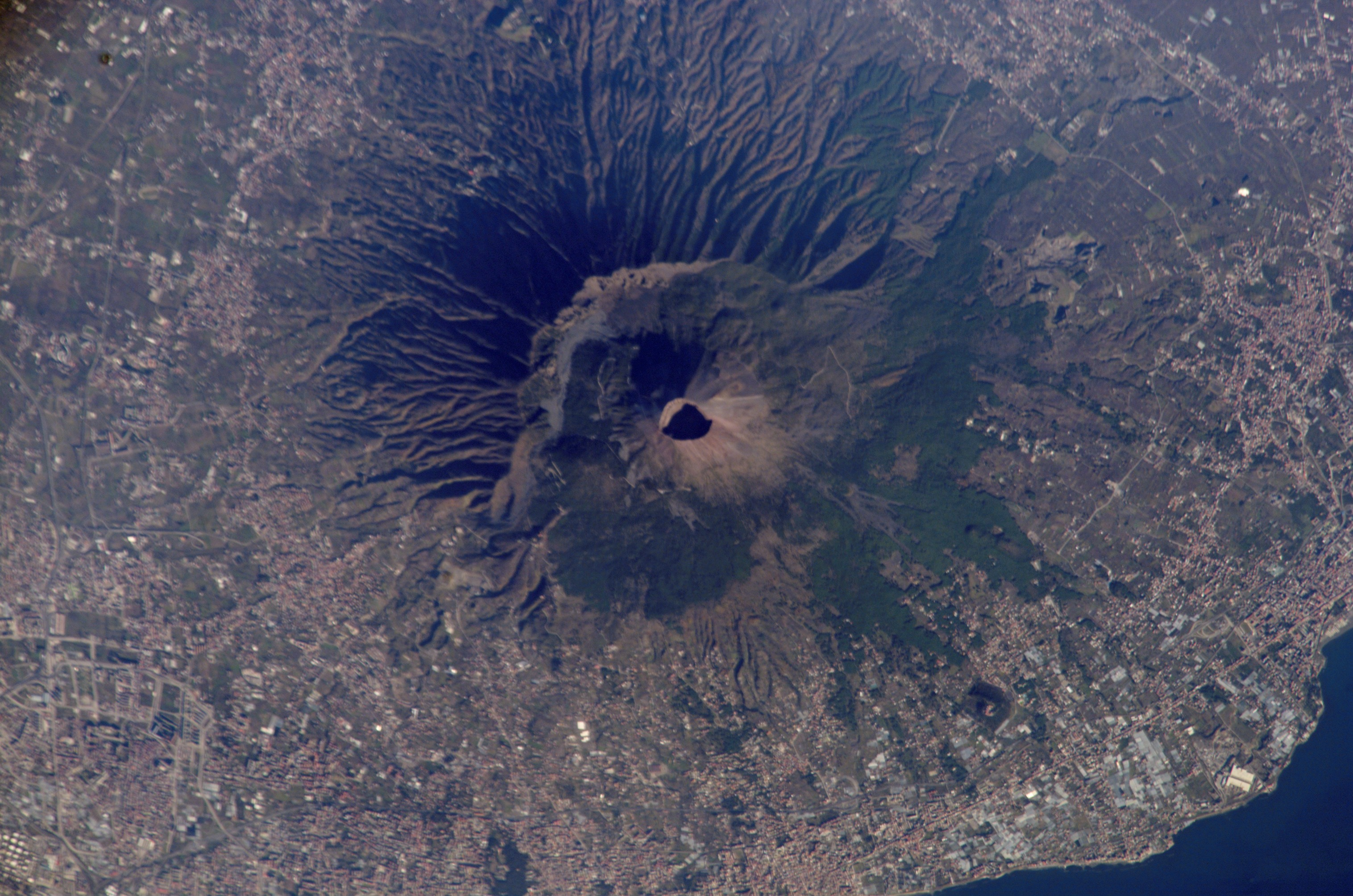
Photo satellite du Vésuve

C'est un stratovolcan, complexe du fait de la diversité des types d'éruption. Il y a deux cônes imbriqués. Du plus ancien il ne reste que la partie nord (mont Somma). Le reste de cet ancien volcan a été détruit et remplacé, après l'éruption de 79, par le cône plus petit du Vésuve au sens strict. Ce dernier présente un cratère profond. Sur les flancs, il y a deux dômes de lave anciens, nés en 1891 et 1895.

## Pétrologie

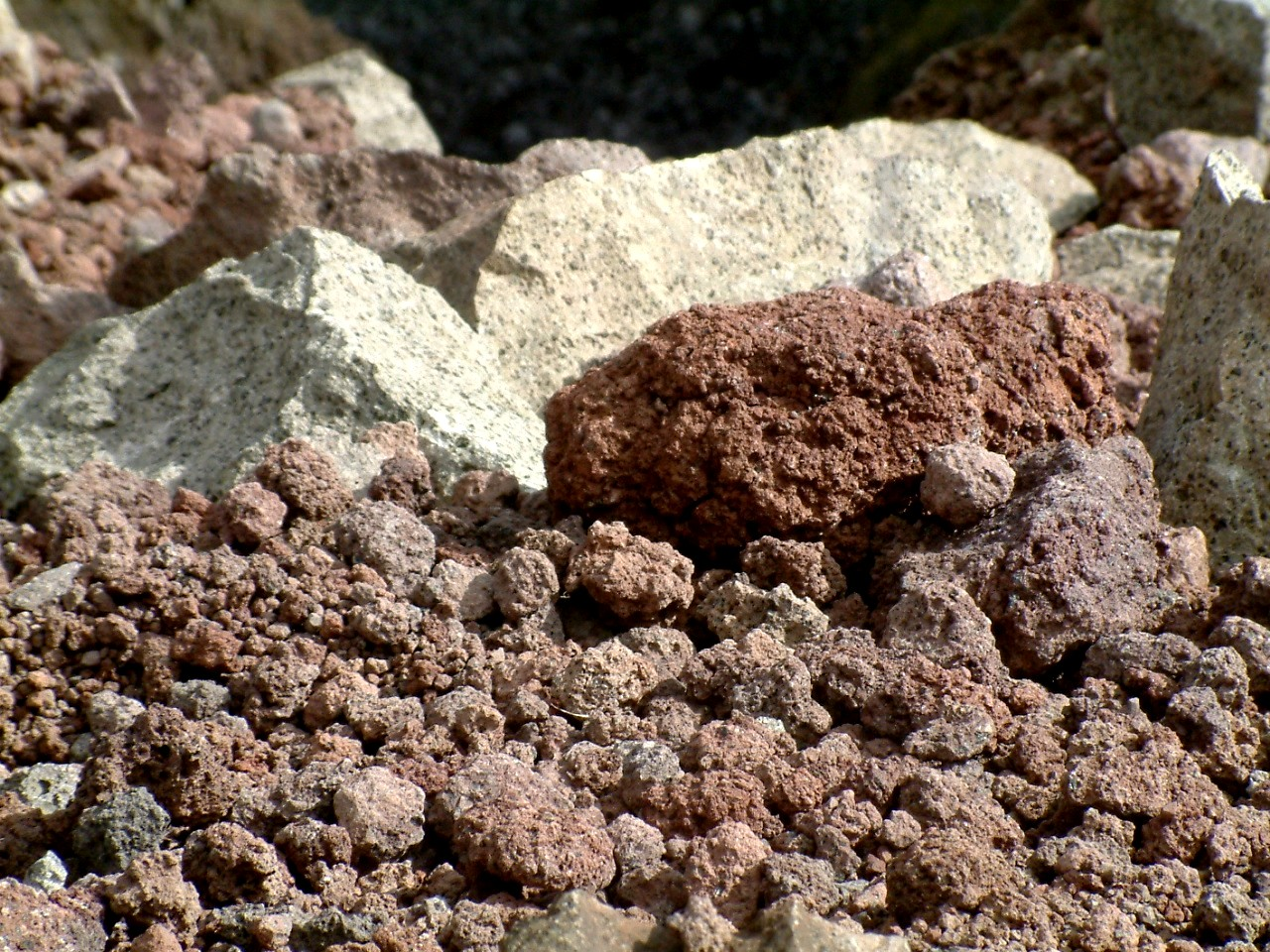
Roches du Vésuve

Les produits et laves volcaniques du Vésuve sont variés et sont issus de magmas alcalins potassiques. Les éruptions historiques ont émis des phono-téphrites, des téphri-phonolites, des phonolites ou encore des trachytes. Ces produits ont été émis sous forme de coulées de lave, de scories, de cendres volcaniques et de pierres ponces.
| Rhyolite Trachyte Dacite Andé- · site Trachy- · andésite Basalte · andési- · tique Trachy- · andésite · basaltique Trachy- · basalte Basalte Picro- · basalte Téphrite · basanite Phono · -téphrite Téphri · -phonolite Phonolite Foïdite SERIE HYPER-ALCALINE SERIE ALCALINE SERIE SUB-ALCALINE |

## Dynamismes et fréquences des éruptions
Au cours des derniers siècles, les phases d'accalmie ont varié de 18 mois à 7 ans et demi, faisant du « sommeil » actuel le plus long depuis 1631 (début du dernier cycle d'éruptions).
Les éruptions peuvent se classer en trois catégories :
- éruptions explosives : 79, 203, 472, 512, 685, 968, 999, 1680, 1682, 1685, 1689
- éruptions effusives : 1717, 1725, 1728, 1730, 1751, 1752, 1755, 1771, 1776, 1785, 1805, 1810, 1812, 1813, 1817, 1820, 1831, 1855, 1858, 1867, 1868, 1871, 1884, 1891, 1895, 1899, 1929 ;
- éruptions effusivo-explosives : 1036, 1068, 1078, 1139, 1631, 1649, 1660, 1694, 1698, 1707, 1714, 1723, 1737, 1761, 1767, 1779, 1794, 1822, 1834, 1839, 1850, 1861, 1872, 1906, 1944 ;
- nature éruptive incertaine : 787, 991, 993, 1007, 1305, 1500.

Le Vésuve est connu pour ses éruptions de type explosif, comme l'éruption plinienne de l'an 79 qui a enseveli Pompéi. Mais il a aussi connu des éruptions stromboliennes comme celle de 1944, et des coulées de lave plus fluides.
Le caractère explosif du volcan est dû à :
1. Un magma contenant des substances volatiles comme la vapeur d'eau et le gaz carbonique. La présence de ce dernier, dissous, est en partie due à la contamination du magma par des roches carbonatées de la croûte[3] ;
2. Un magma stagnant dans la chambre magmatique souterraine, refroidissant depuis de nombreuses années. Les minéraux qui ont un point de fusion élevé, commencent à cristalliser, comme l'olivine et surtout le clinopyroxène. C'est de la cristallisation fractionnée. La conséquence est d'accroître la concentration en silice dans le magma restant, ce qui le rend plus visqueux et accroit la violence de l'éruption ultérieure.

Lors des longues accalmies, le magma a le temps d'être contaminé par les carbonates des roches encaissantes. Cela l'enrichit en CO2. De plus la cristallisation fractionnée s'accentue. Pour ces raisons le début d'un cycle commence toujours par des éruptions explosives violentes, comme c'est le cas en 79 et 1631.

## Prévention et réduction du risque

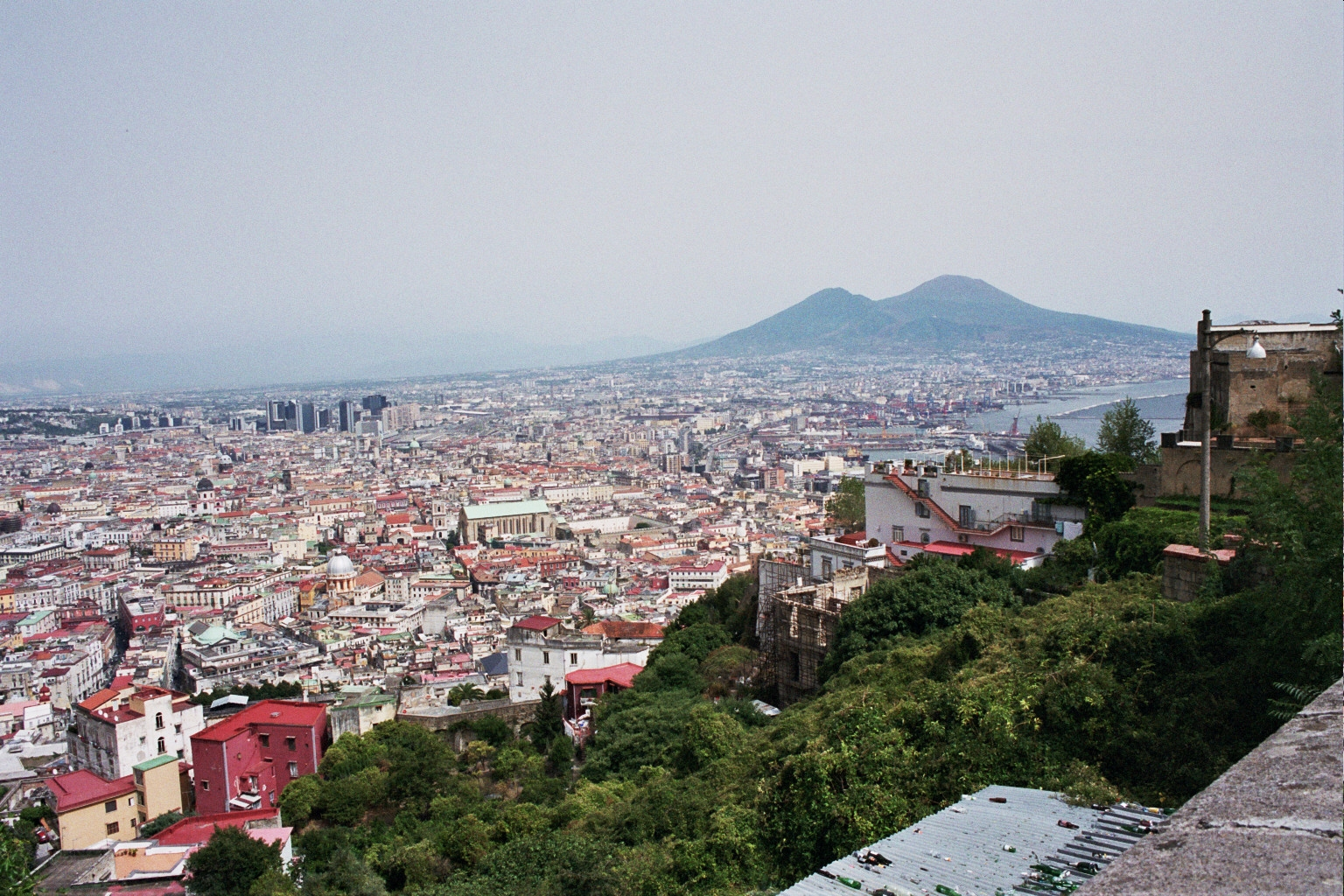
Naples et le Vésuve

### Évaluer le risque
Le plan d'urgence suppose que le pire cas serait une éruption similaire à celle de 1631, avec un indice d'explosivité volcanique de 4. Avec ce scénario, les versants de la montagne s'étendant au-delà de 7 kilomètres pourraient être balayés par des nuées ardentes dévalant les pentes, tandis que les zones périphériques pourraient subir des chutes d'éjectas. En raison des vents dominants, les villes au sud et à l'est du volcan sont plus exposées et il est admis qu'une accumulation d'éjectas supérieure à 100 kg/m2, point au-delà duquel les toits menacent de s'effondrer, pourrait survenir jusqu'à Avellino à l'est ou Salerno au sud-est. En direction de Naples, au nord-ouest, ce risque de chutes d'éjectas est supposé s'étendre à peine plus loin que les pentes du volcan. Les zones spécifiques affectées par le nuage de cendre dépendraient des circonstances particulières entourant l'éruption.

### Tentative d'estimation de l'importance d'une prochaine éruption
Les larges éruptions pliniennes qui ont émis des quantités de magma égales ou supérieures à 1 km3, la plus récente étant celle qui a enseveli Pompéi sont survenues après des périodes d'inactivité de quelques milliers d'années. Les éruptions sub-pliniennes qui ont émis des volumes d'approximativement 0,1 km3 comme celles de 472 ou 1631 ont été plus fréquentes avec des intervalles de quelques centaines d'années. Depuis l'éruption de 1631 jusqu'à celle de 1944, presque chaque décennie voit une ou plusieurs relativement petites éruptions qui émet entre 0,001 et 0,01 km3 de magma. Il semble que pour le Vésuve, la quantité de magma expulsé dans une éruption augmente grossièrement de façon linéaire en fonction de l'intervalle avec la dernière à raison de 0,001 km3 par an. Cela donne une prévision très approximative de 0,06 km3 pour une éruption après 60 ans d'inactivité.

### Prévoir le moment de l'éruption
Le plan d'urgence suppose entre deux semaines et vingt jours, de délai entre les signes annonciateurs et l'éventuelle éruption.
Pour cela, le volcan est suivi de près par l'Osservatorio Vesuviano à Naples avec un vaste réseau de stations sismiques et gravimétriques, la combinaison d'une base géodésique GPS et d'un radar à synthèse d'ouverture par satellite pour mesurer les mouvements du sol, ainsi qu'une surveillance géophysique locale et des analyses chimiques des gaz émis par les fumerolles. Tout ceci vise à surveiller le magma progressant sous le volcan. Jusqu'à présent, aucune montée n'a été détectée dans la limite des 10 kilomètres sous la surface, donc le volcan est, au pire, seulement dans un stade éruptif très initial,,.

### Plan d'évacuation des populations
Le plan suppose entre deux semaines et vingt jours, de préavis d'une éruption et prévoit l'évacuation d'urgence de 600 000 personnes, comprenant presque entièrement toute la population vivant dans la zona rossa (« zone rouge »), au risque maximal de nuée ardente. L'évacuation par trains, ferries, cars et autobus est conçue pour durer environ sept jours et les réfugiés seraient principalement envoyés dans d'autres régions du pays plutôt que dans des zones sures de Campanie, où ils pourraient avoir à séjourner pour plusieurs mois. Toutefois, le dilemme pour l'exécution du plan est le moment où débuter cette évacuation massive, dès lors que si elle est décidée trop tard, beaucoup de personnes pourraient être tuées, alors que si elle est décidée trop tôt, les précurseurs de l'éruption pourraient se révéler être une fausse alarme. En 1984, 40 000 personnes ont été évacuées de la région des champs Phlégréens, mais aucune éruption ne s'est produite
Les efforts actuels sont focalisés sur la réduction de la population vivant dans la zone rouge, en démolissant les bâtiments construits illégalement, en établissant un parc national autour des flancs supérieurs du volcan pour se prémunir contre toute nouvelle construction et en offrant des compensations financières aux personnes déménageant. Le but sous-jacent est de réduire le temps nécessaire pour évacuer la zone d'ici les 20 ou 30 prochaines années à 2 ou 3 jours.

## Histoire éruptive

### Durant la Préhistoire et l’Antiquité
La montagne s'est formée initialement il y a 25 000 ans, résultat de l'éruption plinienne de Codola. Bien que la région ait été sujette à une activité volcanique depuis au moins 400 000 ans, la plus basse couche de matériau éruptif provenant du mont Somma se retrouve au-dessus de l'ignimbrite campanienne datée de 34 000 ans et produite par les champs Phlégréens.
Il a été ensuite agrandi par une série de coulées de lave, intercalées avec de plus petites éruptions explosives. Toutefois, le style d'explosion a changé il y a 19 000 ans environ vers une séquence de larges éruptions pliniennes explosives, celle de l'an 79 étant la dernière. Les éruptions sont nommées en fonction des dépôts d'éjecta produits :
- Pomici di base (« ponce basique ») - Sarno : il y a 17 000 à 18 300 ans, 6 sur l'échelle VEI, probablement la plus violente des éruptions qui a vu la formation de la caldeira du Somma. Elle a été suivie par une période de bien moindre activité, avec des éruptions effusives ;
- Pomici verdoline (« ponce verdâtre ») : il y a 15 500 à 16 000 ans, 5 sur l'échelle VEI ;
- Pomici di Mercato ou Pomici Ottaviano ou Pomici Gemelle : il y a 7 900 à 8 000 ans, 6 sur l'échelle VEI, précédée d'une moindre éruption explosive il y a 11 400 ans (Lagno Amendolare, VEI 4) ;
- Pomici di Avellino : il y a 3 750 à 3 800 ans (année -1660 ± 43 ans, selon une datation carbone[14]), 6 sur l'échelle VEI, précédée de deux moindres éruptions explosives il y a 6 000 et 4 500 ans environ (Novelle, VEI 4). L'éruption d'Avellino s'est déroulée 2 km à l'ouest du cratère actuel et a détruit plusieurs colonies de l'âge du bronze ancien. De remarquables vestiges ont été découverts en mai 2001 aux abords de Nola, surnommée la « Pompéi préhistorique » : cabanes, poteries, bétail et même des empreintes animales et humaines ainsi que des squelettes. La plupart des habitants ont fui en hâte, laissant le village être enseveli sous les pierres ponces et la cendre, dans un destin similaire à celui de Pompéi[15],[16]. À titre de comparaison, cette éruption a été plus large que celles de 79 (VEI 5) et 1631 (VEI 4), avec des retombées de nuées ardentes jusqu'à 15 kilomètres au nord-ouest du cratère et des dépôts de 3 mètres d'épaisseur dans la région actuellement occupée par Naples[17].

Ensuite, le volcan est entré dans une phase d'éruptions plus fréquentes mais moins violentes jusqu'à l'éruption plinienne la plus récente qui a détruit Pompéi.
La dernière de ces éruptions s'est probablement produite en -217. Des tremblements de terre sont attestés en Italie durant cette année et le soleil a été signalé comme étant voilé par une brume ou un brouillard sec. Plutarque écrit que le ciel est en feu près de Naples et Silius Italicus mentionne dans son poème épique Punica que le Vésuve tonnait et produisait des flammes pire que l'Etna cette année-là, bien qu'ils soient contemporains d'environ 250 ans de l'événement rapporté. Des échantillons de carottes de glace du Groenland de cette période approximative montrent une acidité relativement élevée supposée avoir été provoquée par le sulfure d'hydrogène de l'atmosphère.
Le volcan a ensuite été calme durant des centaines d'années et était décrit par les écrivains romains comme étant couvert de jardins et vignobles, excepté au sommet qui était rocailleux. À l'intérieur d'un large cercle de falaises presque perpendiculaires se trouvait un espace plat assez large pour abriter le cantonnement de l'armée du rebelle Spartacus en 73 av. J.-C. Cette zone était sans aucun doute un cratère. La montagne semble n'avoir eu qu'un seul sommet à cette époque, à en juger par une peinture murale, Bacchus et le Vésuve, découverte dans une habitation pompéienne, la « Maison du Centenaire » (Casa del Centenario).
Plusieurs documents écrits durant les 200 années qui ont précédé l'éruption de 79 décrivent une nature volcanique de la montagne, bien que Pline l'Ancien ne la dépeigne pas de cette façon dans Naturalis Historia :
- l'historien grec Strabon (vers -63 - vers 24), dans le livre V, chapitre 4 de Geographica[21] décrit la montagne comme ayant un sommet principalement plat et stérile, couvert de suie et de roches couleur cendre, et suggère qu'il a pu un jour posséder des « cratères de feu ». Il suppose également que la fertilité des versants alentour pourrait être due à une activité volcanique, comme à l'Etna ;
- l'architecte romain Vitruve (vers -80 - vers -25), dans le livre II de De Architectura[22] rapporte que les feux ont un jour existé abondamment en dessous de la montagne et qu'elle a vomi la flamme sur les campagnes alentour. De cet embrasement seraient provenues les pierres ponces pompéiennes, auxquelles, le feu, en les cuisant, aurait ôté leur qualité première ;
- l'écrivain grec Diodore de Sicile (vers -90 - vers -30), dans le livre IV de Bibliotheca Historica[23] écrit que la plaine campanienne était appelée « Ardente » (Flegrei ou Phlégréen) en raison de la montagne, le Vésuve, qui avait craché des flammes comme l'Etna et montrait des signes de feu qui avaient brûlé dans des temps anciens[13].

En 79, la région est, comme aujourd’hui, densément peuplée avec des villages, des villes et de petites cités comme Pompéi, et les pentes du volcan sont couvertes de vignobles et de fermes.

### Le cycle an 79 - an 1500

#### L’éruption de 79

##### Prémices
L'éruption de 79 est précédée 17 ans auparavant par un puissant tremblement de terre, le 5 février 62 qui cause des ravages étendus autour de la baie de Naples et particulièrement à Pompéi. De nombreux dégâts n'ont pas été réparés au moment de l'éruption. Toutefois, il se peut qu'il s'agisse d'un simple événement tectonique plutôt qu'un signe du réveil du volcan.
Un autre plus petit séisme a lieu en 64 ; il est enregistré par Suétone dans sa biographie de Néron, De Vita Caesarum, et par Tacite dans le livre XV des Annales car il se déroule alors que l'Empereur est à Naples, pour une première représentation dans un théâtre public. Suétone note qu'il continue à chanter durant les secousses jusqu'à la fin de la chanson, alors que le théâtre s'effondre peu de temps après avoir été évacué.
Les Romains prospèrent en s'habituant aux séismes mineurs dans la région ; l'écrivain Pline le Jeune écrit qu'ils « ne sont pas particulièrement alarmants en raison de leur fréquence en Campanie ». Au début du mois d'août 79, les fontaines et les puits s'assèchent. De petits tremblements de terre commencent à se dérouler le 20 août 79, devenant plus fréquents au cours des quatre jours suivants, mais ces avertissements ne sont pas reconnus (Les Romains n'ont pas de mot pour désigner un « volcan » et seulement une vague notion des autres montagnes similaires comme l'Etna, demeure de Vulcain), et l'après-midi de ce qui a longtemps été considéré comme le 24 août, une éruption catastrophique du volcan démarre. Elle dévaste la région, enfouissant Pompéi et les autres colonies. Par coïncidence, si la date était exacte, il s'agit du lendemain de Vulcanalia, le festival du dieu romain du feu,,,,.

##### Date de l’éruption
L'éruption de l'an 79 a été longtemps acceptée comme ayant débuté le 24 août. Toutefois, les fouilles archéologiques de Pompéi suggèraient que la ville aurait été ensevelie quelques mois plus tard,. En effet, les victimes retrouvées dans la cendre se révèlent porter des vêtements plus chauds que les claires tuniques d'été auxquelles on s'attendrait pour un mois d'août. Les fruits et légumes frais dans les boutiques sont typiques d'un mois d'octobre et inversement les fruits d'été typiques d'un mois d'août étaient déjà vendus séchés ou en conserves. Les jarres de vin fermenté étaient scellées alors que ça n'arrivait qu'aux alentours de fin octobre. La monnaie trouvée dans la bourse d'une femme ensevelie comporte une pièce commémorative censée avoir été frappée fin septembre. Un graffiti retrouvé lors de fouilles menées par Massimo Osanna dans la région V de la ville, dans la maison dite « maison au jardin » vient renforcer l'hypothèse d'une éruption durant l'automne. Cette inscription attribuée à l'an 79 contient la date XVI K NOV, le seizième jour avant les calendes de novembre, soit le 17 octobre. Elle n'aurait pas pu être faite si la ville avait été détruite fin août,.

#### Nature de l’éruption

Portée du nuage de cendres et scories projeté par l'éruption

L'éruption du Vésuve en 79 s'est déroulée en deux phases, une éruption plinienne qui a duré 18 à 20 heures et généré une pluie de pierres ponces vers le sud du cône qui a recouvert Pompéi d'une épaisseur allant jusqu'à 2,8 mètres, suivie d'une éruption péléenne avec une nuée ardente qui a atteint Misène et était concentrée à l'ouest et au nord-ouest. Deux nuées ardentes ont envahi Pompéi, brûlant et asphyxiant les retardataires. Oplontis et Herculanum ont reçu la majeure partie des nuées et ont été ensevelies de fine cendre et dépôts pyroclastiques,.
Les ponces sont des téphrites phonolitiques à leucite.

##### Les observations de Pline le Jeune
Le seul témoin oculaire survivant fiable, Pline le Jeune, âgé de 17 ans à l'époque de l'éruption, relate l'événement dans deux de ses Lettres adressées en 104 à l'historien Tacite. Observant depuis Misène, à l'opposé de la baie, soit environ 35 kilomètres du volcan, alors que son oncle navigue plus près, il contemple un nuage extraordinairement dense et croissant rapidement au sommet de la montagne :

« Il était difficile de discerner de loin de quelle montagne sortait ce nuage ; l'événement a découvert depuis que c'était du mont de Vésuve. Sa figure approchait de celle d'un arbre, et d'un pin plus que d'aucun autre ; car, après s'être élevé fort haut en forme de tronc, il étendait une espèce de feuillage. Je m'imagine qu'un vent souterrain violent le poussait d'abord avec impétuosité et le soutenait ; mais, soit que l'impulsion diminuât peu à peu, soit que ce nuage fût affaissé par son propre poids, on le voyait se dilater et se répandre ; il paraissait tantôt blanc, tantôt noirâtre, et tantôt de diverses couleurs, selon qu'il était plus chargé ou de cendre ou de terre. »

— Pline le Jeune, Épîtres, livre VI, lettre 16
Il s'agit d'une colonne éruptive, aujourd'hui estimée à plus de 32 kilomètres de hauteur.
Après quelque temps, il décrit le nuage s'élançant au bas des flancs de la montagne et recouvrant tout sur son passage, y compris la côte environnante. On sait aujourd'hui qu'il s'agissait d'une nuée ardente, nuage surchauffé de gaz, cendre et roche crachés par le volcan. Les géologues ont utilisé les caractéristiques magnétiques de plus de 200 roches volcaniques et débris (tels que des tuiles) trouvés à Pompéi pour estimer la température de la nuée. En effet, lorsque les roches en fusion se solidifient, les minéraux magnétiques contenus enregistrent la direction du champ magnétique terrestre. Si le matériau est porté au-delà d'une certaine température, connue en tant que point de Curie, le champ magnétique de la roche peut être modifié voire réinitialisé. La plupart des matériaux analysés ont révélé des températures comprises entre 240 et 340 °C (avec quelques zones avec de plus basses températures avoisinant 180 °C). Cela suggère que le nuage de cendre avait une température de 850 °C lorsqu'il a émergé du Vésuve et a chuté à 350 °C le temps d'atteindre la ville. Il a été modélisé que les turbulences peuvent avoir un mélange d'air frais au sein de la nuée. C'est ce qu'on appelle désormais la phase plinienne de l'éruption, en référence à la fois à Pline le Jeune et Pline l'Ancien.
Pline a déclaré que plusieurs secousses telluriques ont été ressenties au moment de l'éruption et ont été suivies par un très violent tremblement de terre. Il a également noté que la cendre tombait en très épaisses particules à tel point que le village où il se trouvait devait être évacué et ensuite que le soleil était masqué par l'éruption si bien qu'il faisait sombre en plein jour. Enfin, la mer a été aspirée et résorbée par un séisme, phénomène appelé aujourd'hui « tsunami ».

##### La mort de Pline l’Ancien
Pline l'Ancien, oncle et père adoptif de Pline le Jeune, a le commandement de la flotte romaine à Misène et décide en conséquence de prendre plusieurs navires pour étudier le phénomène à portée de main. Alors qu'ils s'apprêtent à quitter le port, un messager arrive pour prévenir Pline qu'un ami à lui l'implore de le sauver, et la flotte décide également de tenter une mission de sauvetage pour les personnes vivant au pied du volcan. Il met les voiles à travers la baie mais rencontre d'épaisses averses de cendre chaude, de morceaux de ponce et de fragments de roche qui, altérant le littoral et la profondeur d'eau, bloquent l'approche au rivage et empêchent d'accoster. Les vents de sud dominants compliquent également la tentative mais Pline décide de continuer face au vent en direction de Stabies (environ 4,5 kilomètres de Pompéi), où il débarque et se réfugie chez Pomponianus, un ami. Celui-ci avait déjà chargé un bateau avec ses biens et se préparait à partir, mais le vent était contre lui.
Pline et son groupe observent les flammes provenant de plusieurs endroits de la montagne (probablement la nuée ardente responsable de la destruction de Pompéi et Herculanum). Après avoir passé la nuit, ils décident d'évacuer malgré la pluie d'éjectas en raison de la prolongation des conditions violentes menaçant d'effondrer le bâtiment. Pline, Pomponianus et leurs compagnons font route inverse en direction de la plage avec des coussins attachés à leur tête pour se protéger contre les chutes de roche. À ce moment, il y a tellement de cendre dans l'air que le groupe peut à peine se distinguer à travers les ténèbres et a besoin de torches et de lanternes pour trouver son chemin. Ils finissent par arriver sur la plage mais trouvent des eaux trop violemment perturbées par les séismes pour pouvoir espérer s'échapper par la mer.
Pline l'Ancien s'écroule et meurt. Dans sa première lettre à Tacite, son neveu suppose qu'il a subi les inhalations des gaz sulfuriques empoisonnés. Pourtant Stabies se trouvait à 16 kilomètres du volcan (approximativement à l'emplacement de la ville actuelle de Castellammare di Stabia) et ses compagnons n'ont apparemment pas été affectés par les fumées ; il est alors plus probable que le corpulent Pline soit mort d'une autre cause, comme une apoplexie ou un infarctus du myocarde. Son corps a été retrouvé sans blessure apparente, après que le panache s'est dispersé suffisamment pour que la lumière du jour réapparaisse.

##### La destruction de Pompéi et Herculanum
En octobre 79, la ville romaine de Pompéi, dans la baie de Naples est entièrement ensevelie lors d'une éruption du Vésuve en même temps que ses voisines Herculanum, Oplontis et Stabies. Cette catastrophe fait environ 30 000 morts.

##### Bilan

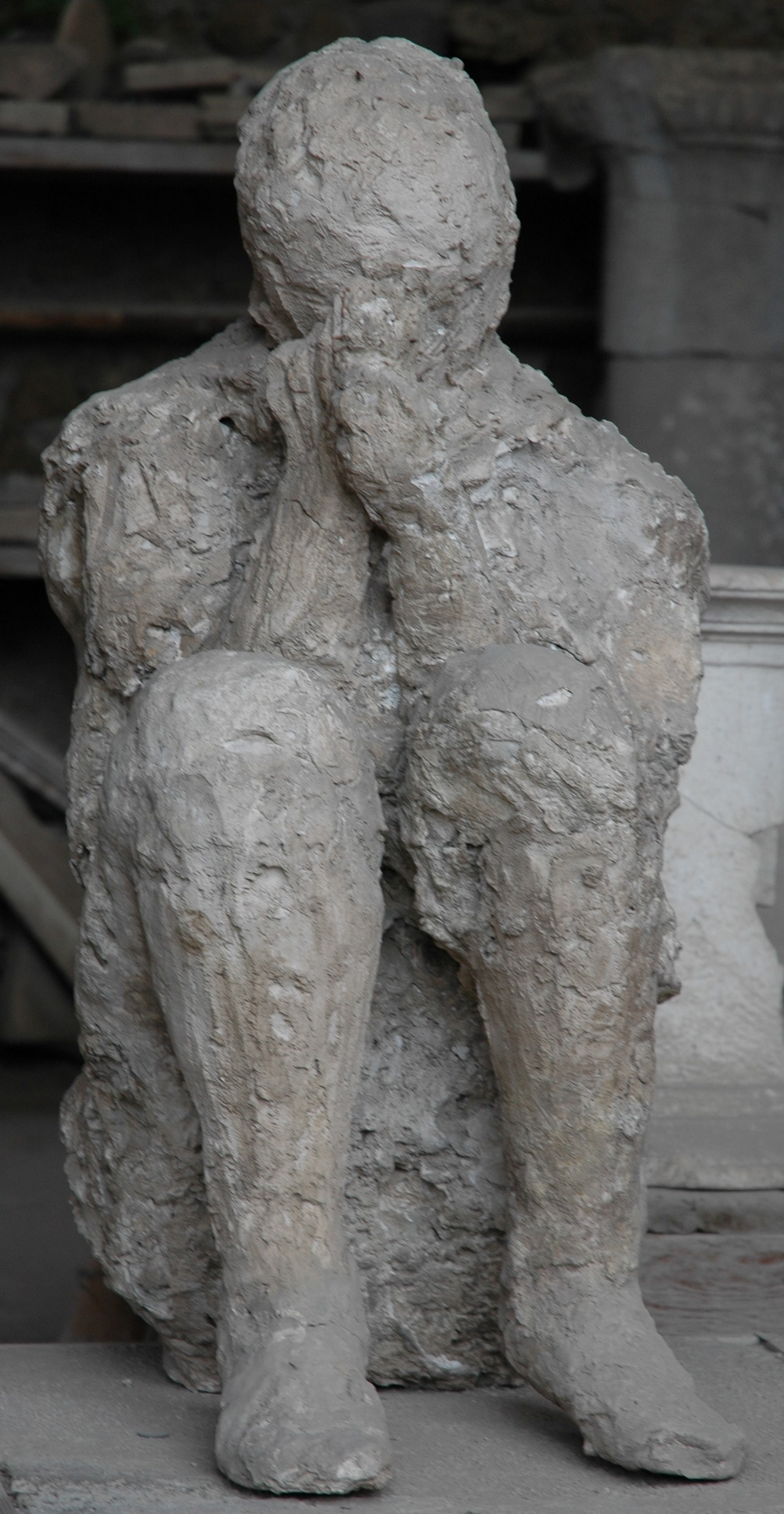
Exemple de momification (moulage d'un corps d'homme)

Avec Pline l'Ancien, les seules autres victimes nobles de l'éruption connues par leur nom sont Agrippa, un fils de la princesse juive Drusilla et du procurateur Antonius Felix, et sa femme.
Les estimations de la population de Pompéi vont de 10 000 à 25 000 habitants, tandis que Herculanum est supposée avoir eu une population de 5 000 habitants. Le nombre de victimes de l'éruption n'est pas connu avec certitude, bien que 1 150 corps ont été découverts à Pompéi ou dans les alentours. Les restes de 350 corps ont été trouvés à Herculanum, dont 300 sous des voûtes découvertes en 1980. Toutefois, ces chiffres représentent sans conteste une forte sous-estimation du nombre total de morts à travers la région affectée par l'éruption.
38 % des victimes de Pompéi ont été trouvées dans les dépôts de cendre, la majorité à l'intérieur des bâtiments. Elles ont probablement été tuées pour la plupart par l'effondrement des toits, tandis que pour le nombre plus petit de celles trouvées dehors, elles l'ont probablement été par la chute de tuiles ou de plus larges roches crachées par le volcan. Cela diffère des expériences modernes étant donné qu'au cours des 400 dernières années seulement 4 % des victimes ont été tuées par les chutes de cendre durant les éruptions explosives. Les 62 % de victimes restantes ont été trouvées dans les dépôts pyroclastiques et en conséquence ont probablement été tuées par la nuée ardente, à la fois par suffocation due à l'inhalation de cendres et par la déflagration et les débris jetés de tous côtés. À l'opposé des victimes trouvées à Herculanum, l'examen des vêtements, des fresques et des squelettes montrent qu'il est improbable que les hautes températures aient été la cause principale.

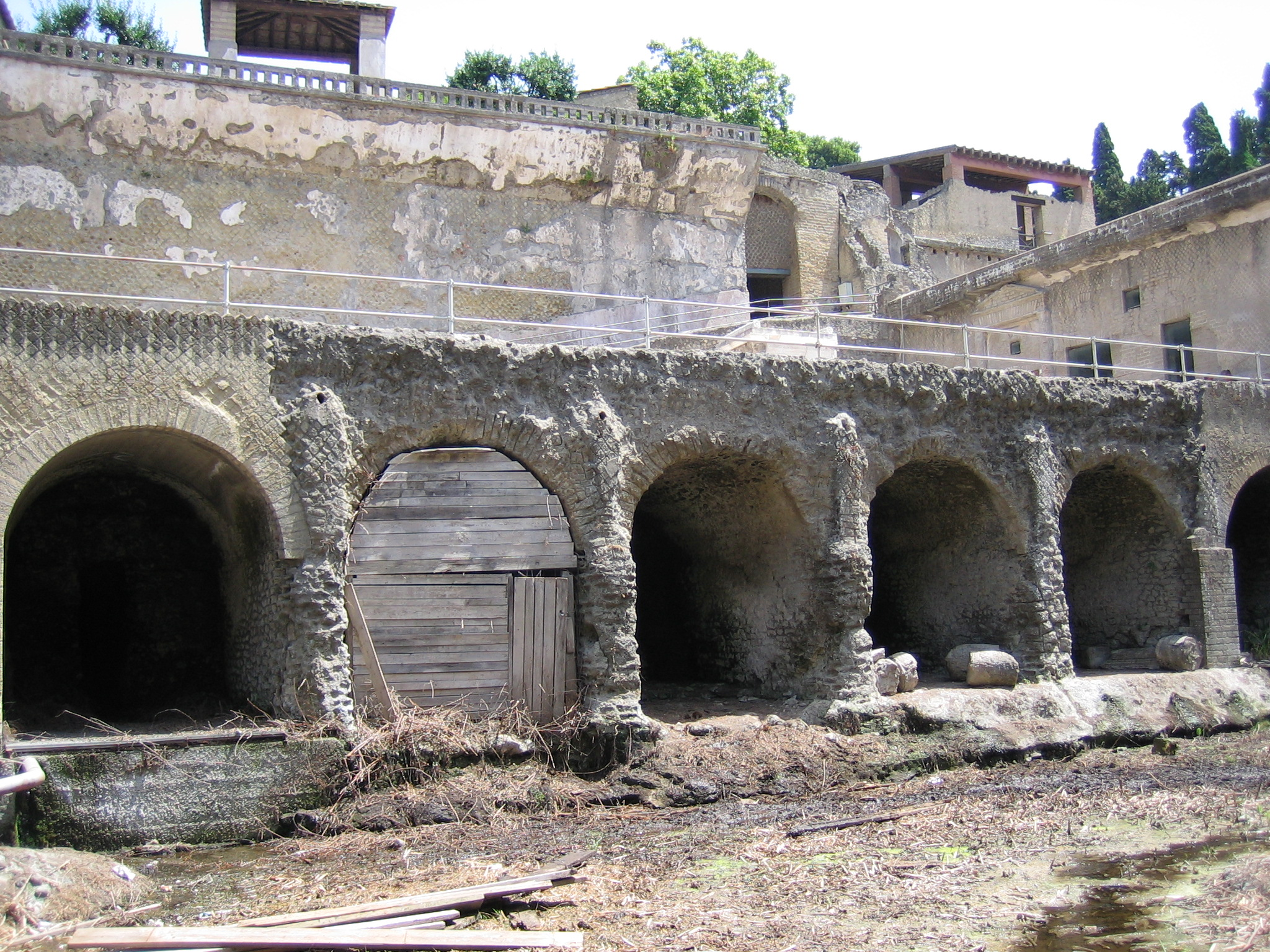
Les abris entreposant les bateaux, à Herculanum, où de nombreux squelettes furent découverts

Herculanum, qui se trouvait plus près du cratère, a été sauvée des chutes d'éjectas par la direction du vent mais a été ensevelie sous 23 mètres de matériaux déposés par la nuée ardente. Il est vraisemblable qu'elle ait tué la plupart, si ce n'est toutes les victimes, ceci étant mis en évidence par les effets des hautes températures trouvés sur les squelettes des victimes découvertes sous les voûtes et l'existence de bois carbonisé dans de nombreux bâtiments.
Pompéi et Herculanum n'ont jamais été reconstruites bien que des citoyens survivants et probablement des pillards ont entrepris un vaste travail de sauvetage après les destructions. L'éruption a changé le cours du Sarno et rehaussé le niveau de la plage, si bien que Pompéi n'est plus désormais ni sur la rivière, ni au bord de la côte.
La localisation des villes était finalement oubliée jusqu'à leur redécouverte accidentelle au XVIIIe siècle. Le Vésuve lui-même a subi des changements majeurs, ses versants étant dénudés et son sommet changeant considérablement à cause de la force de l'éruption,,,,,,.

##### Vestiges archéologiques

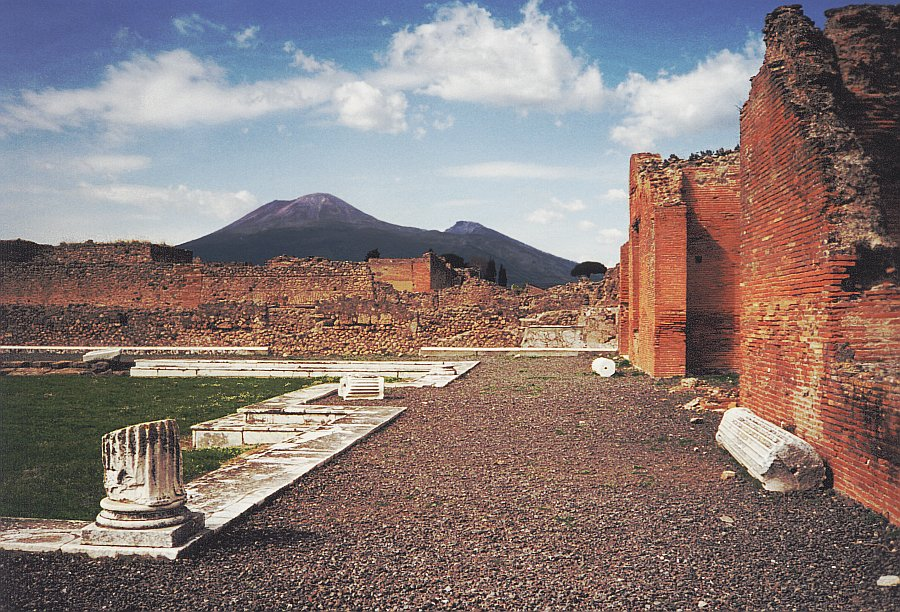
Le Vésuve depuis les ruines de Pompéi

Le site antique de Pompéi est classé au patrimoine mondial de l'UNESCO depuis 1997, avec Herculanum et Torre Annunziata.
L'éruption a enseveli entièrement la ville, créant une gaine protectrice sur les corps et a permis l'oubli de la ville pendant 1 600 ans. Redécouverte par hasard au XVIIe siècle, la ville s'est conservée mieux que si la catastrophe ne s'était pas produite : les fouilles exécutées au XVIIIe siècle ont permis d'exhumer une cité florissante dans un état de conservation inespéré, précieux témoignage de l'urbanisme de l'Empire romain.
Les archéologues ont confirmé le récit de Pline le Jeune, qui a assisté adolescent à l'éruption.

#### Éruptions suivantes

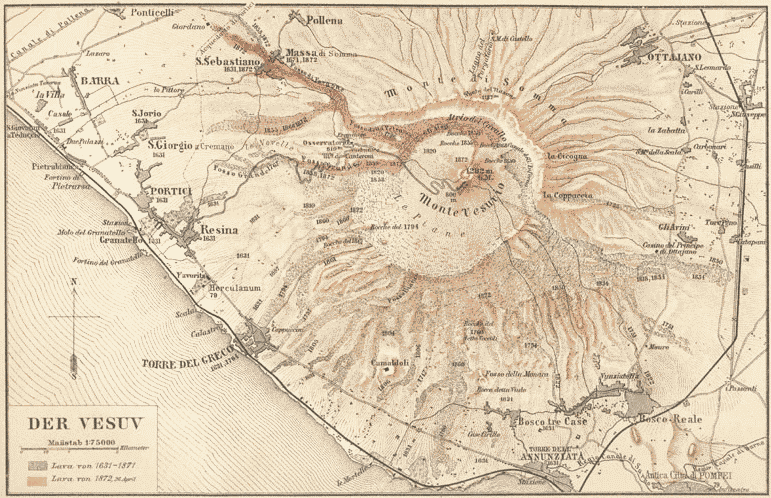
Carte historique du Vésuve (1888)

Après l'éruption de 79, le Vésuve est entré en éruption plus d'une trentaine de fois. En 203, Dion Cassius en est témoin. C'est au cours du IIIe siècle que s'édifie le cône du Vésuve central, au centre de la Somma.
En 472, il éjecte un tel volume de cendre que des retombées sont rapportées aussi loin que Constantinople. L'éruption de 512 est si rude que les personnes habitant sur ses flancs se voient accorder une exemption de taxes par Théodoric le Grand, roi ostrogoth d'Italie. Des éruptions successives se déroulent en 685, 787, 968, 991, 999, 1007 et 1036 avec la première coulée de lave consignée. Le volcan entre dans une phase d'inactivité à la fin du XIIIe siècle et les années suivantes il est à nouveau recouvert de jardins et de vignobles. L'intérieur du cratère est également rempli de broussailles.
En 1347 et 1500 se déroulent des éruptions mal renseignées.

### Le cycle éruptif 1631-1944

#### L’éruption de 1631
Après 130 ans de sommeil, le Vésuve se réveille à nouveau le 16 décembre 1631. Après plusieurs signes précurseurs, comme un renflement du sol, de légers tremblements de terre et l'assèchement de sources, le Vésuve se met à émettre un haut nuage de cendre, suivi quelques heures plus tard par une première émission importante de lave, faisant ses premières victimes à Portici et obligeant la majeure partie de la population à se réfugier à Naples. À cause du temps pluvieux, les chutes de cendre dégénèrent en pluie de boue sur presque toute la région, des flancs de la montagne jusqu'à Naples qui est directement menacée, fait extrêmement rare. Alors que la ville est remplie par la foule, l'archevêque décide d'exposer la relique de San Gennaro en procession, et, selon de nombreux historiens et écrivains de l'époque, l'éruption commence à diminuer au moment où la statue du saint est soulevée vers le volcan.
En plus de cette catastrophe, en raison de la pluie persistante, des torrents d'eau bouillante se forment et dévalent la pente, produisant de terribles destructions jusqu'en janvier, particulièrement sur la face septentrionale.
Portici, Resina (l'antique Herculanum), Torre del Greco et Torre Annunziata sont en partie détruites, tandis que le hameau de Pietra Bianca (« Pierre Blanche ») est renommé Pietrarsa (« Pierre Brûlée »). On compte entre 3 000 et 4 000 victimes, ainsi que de nombreux animaux, spécialement des bovins, tués par les torrents de lave.
En souvenir de la menace directe, à Naples, encore aujourd'hui, se trouve la statue du saint patron San Gennaro, sur le pont de la Maddalena, face au Vésuve. À Portici, une pierre tombale avertit en latin le voyageur de fuir le moindre son provenant du volcan.

#### Éruptions suivantes
1631 marque le début d'une nouvelle phase particulièrement destructive et pratiquement continue, avec de violentes éruptions en 1660, 1682, 1694, 1698, 1707, 1737, 1760, 1767, 1779, 1794, 1822, 1834, 1839, 1850, mai 1855, 1861, 1868, 1872, avril 1906, 1926, 1929, et mars 1944.

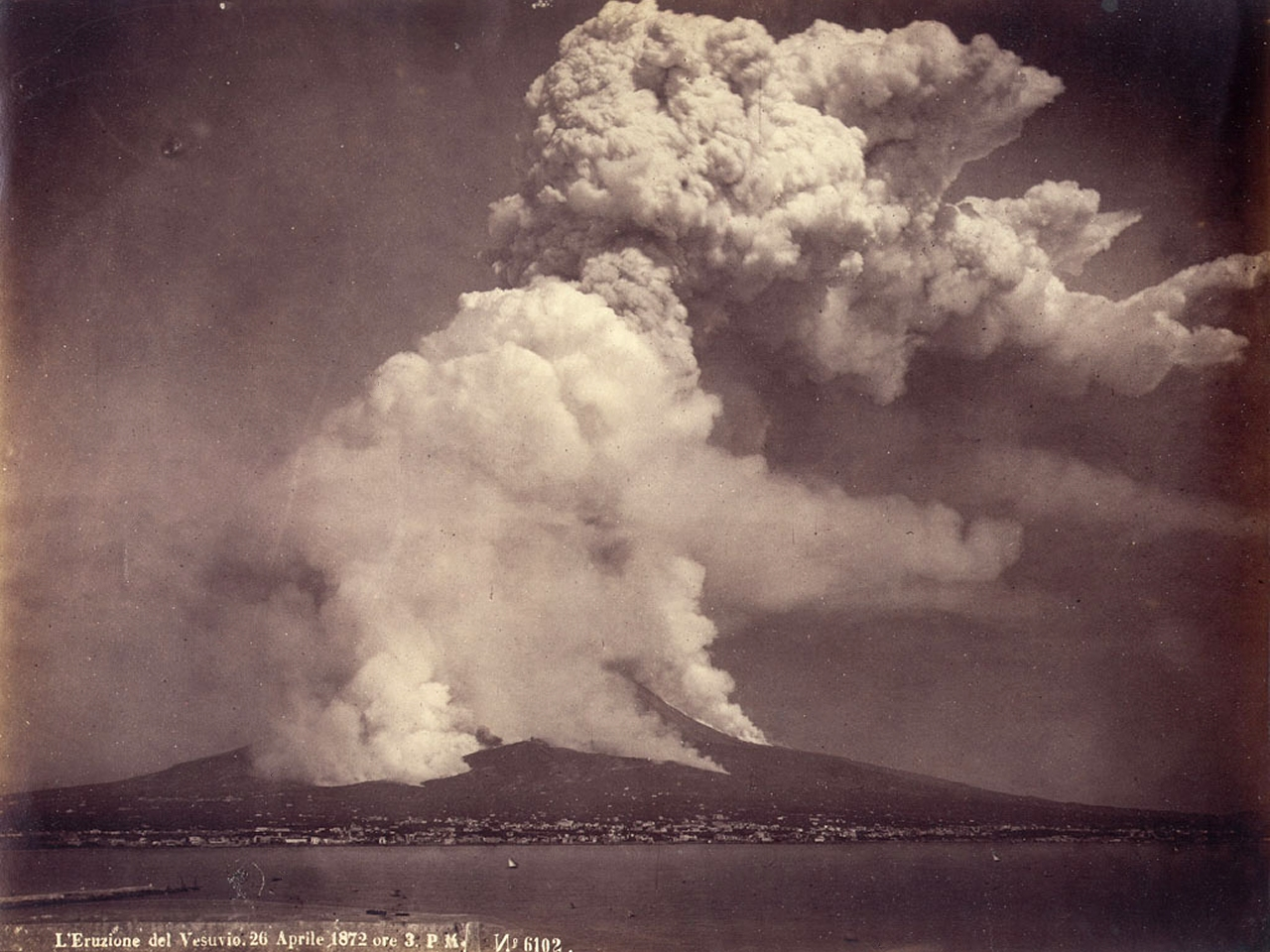
L'éruption de 1872 par Giorgio Sommer

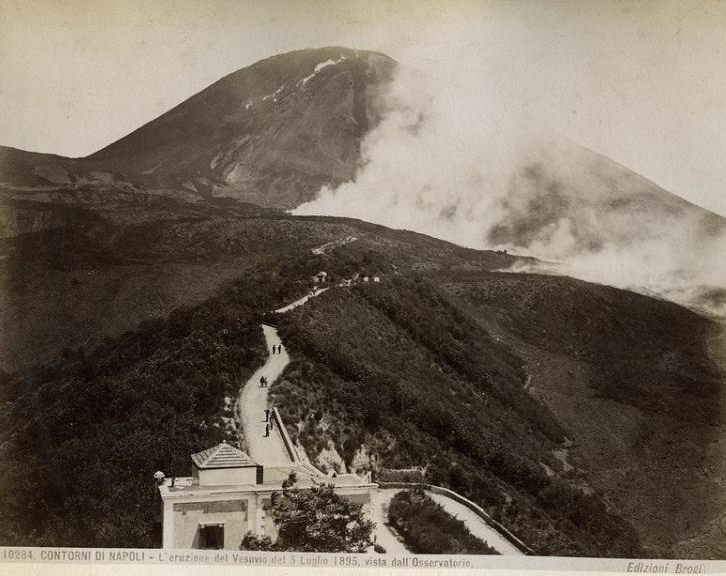
L'éruption du 5 juillet 1895 par Carlo Brogi

Parmi les événements éruptifs notables, l'éruption de février 1848 a produit une colonne de vapeur d'environ 15 mètres de haut a dépassé le cratère, présentant une grande variété de couleurs et suivie à l'aube de dix cercles blancs, noirs et verts sous forme de cône. Une apparition similaire a été observée en 1820.
Plus récemment, en mai 1855, une coulée de lave incandescente large de 70 mètres s'est précipitée dans une importante crevasse de 300 mètres de profondeur. La première partie de cette fissure est un précipice et à cet endroit la lave a formé une magnifique cascade de feu.
En 1872, une spectaculaire éruption a créé un vaste nuage en forme de pin et la lave a détruit la région de Massa di Somma et San Sebastiano al Vesuvio.
Dans les années d'activité intermédiaire, la lave débordant du cratère a formé deux dômes de stagnation : en 1895, le Colle Margharita (à Atrio del Cavallo, à demi-enterré par la lave de l'éruption de 1944) et en 1898, le Colle Umberto. Ce dernier, encore parfaitement intact, constitue une sorte de barrière naturelle pour l'observatoire, depuis que la lave s'épenchant directement vers lui est déviée par les flancs du dôme.
L'éruption de 1906, efficacement décrite par Frank Alvord Perret et Matilde Serao, a été la plus importante survenue au cours du XXe siècle. Elle a éjecté plus de lave qu'il n'en avait jamais été mesuré lors d'une éruption du Vésuve. Il est encore difficile d'établir exactement le volume d'éjecta. Une immense coulée de lave qui prenait la direction de Torre Annunziata a été miraculeusement stoppée par les murs du cimetière et le nuage de gaz généré dans l'ultime heure d'activité a balayé le sommet et vidé la chambre magmatique. L'effondrement du toit de l'église de San Giuseppe Vesuviano, causé par la pluie de cendres, a tué les 105 personnes qui s'y étaient réfugiées pour prier.
Une éruption intermédiaire est survenue en 1929, lorsqu'un lac de lave qui s'est formé dans le cratère a fini par déborder sur le versant sud-est pour ne détruire que quelques vignobles.

#### La dernière éruption (1944)

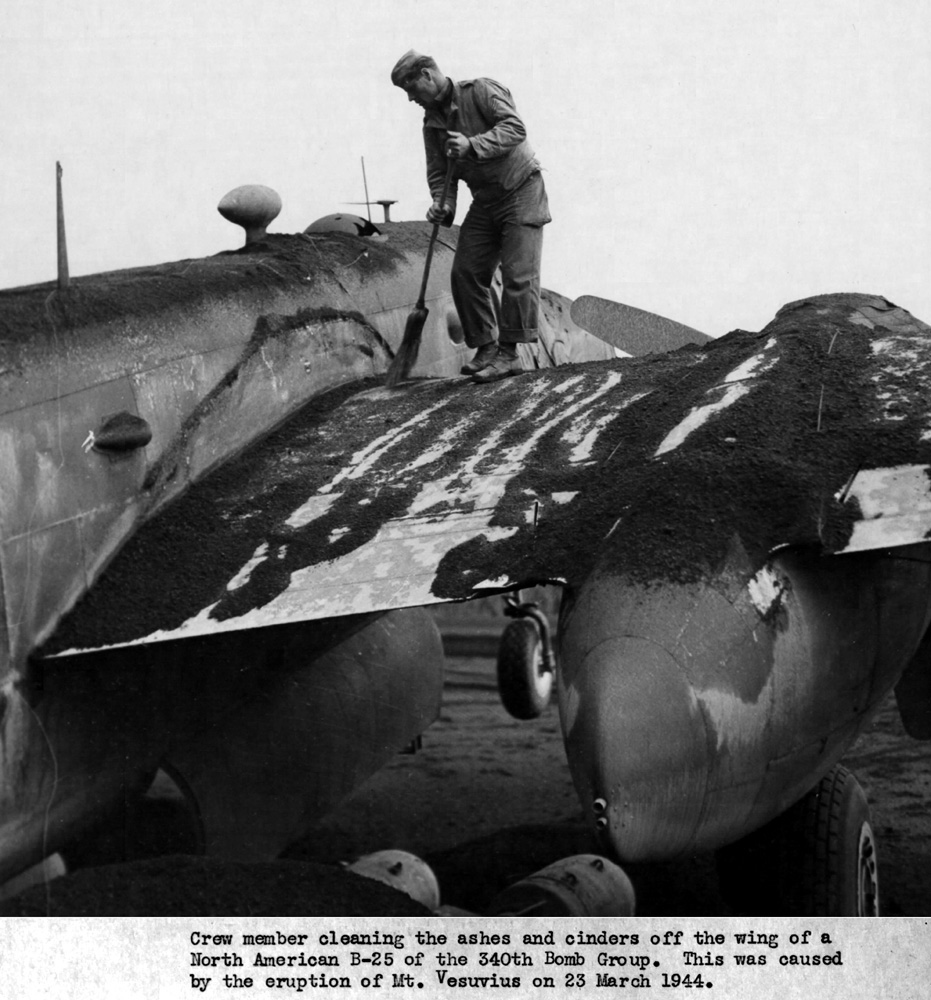
Soldat dégageant la cendre sur l'aile d'un bombardier B-25 américain, en 1944.

La dernière éruption s'est produite les 16 et 29 mars 1944, alors que la Seconde Guerre mondiale continue à faire rage en Italie. Elle a de nouveau détruit San Sebastiano al Vesuvio, Ottaviano, Massa di Somma et une partie de San Giorgio a Cremano. Des fontaines spectaculaires de lave se sont élevées jusqu'à 800 mètres de haut, alors que 26 personnes étaient tuées par la pluie de cendres et que le cratère subissait une altération radicale. Cette éruption a parsemé tout le versant méridional de cendres et a été rendue célèbre dans les actualités en raison de la présence anglo-américaine qui occupait Naples à l'époque. 78 à 88 bombardiers B-25 de l'Air Force sont gravement endommagés,.